# Inégalité de Young
Pour l'inégalité de Young sur la norme Lp d'un produit de convolution, voir Inégalité de Young pour la convolution.
Ne pas confondre avec l'inégalité de Jung.
En mathématiques, la forme standard de l'inégalité de Young, portant le nom de William Henry Young, affirme que pour tous réels {\displaystyle a} et {\displaystyle b} positifs ou nuls et tous réels {\displaystyle p} et {\displaystyle q} strictement positifs tels que {\displaystyle 1/p+1/q=1} (on dit parfois qu'ils sont conjugués), on a :
L'égalité a lieu si et seulement si {\displaystyle a^{p}=b^{q}}.
Un cas simple (relativement fréquemment utilisé) de l'inégalité de Young est l'inégalité avec exposants 2 (faisant partie des inégalités entre moyennes) :
{\displaystyle ab\leqslant {\frac {a^{2}}{2}}+{\frac {b^{2}}{2}}}
qui donne également l'inégalité de Young avec {\displaystyle \varepsilon } (valide pour tout {\displaystyle \varepsilon >0}) :
{\displaystyle ab\leqslant {\frac {a^{2}}{2\varepsilon }}+{\frac {\varepsilon b^{2}}{2}}.}
On a enfin la généralisation, pour {\displaystyle 1/p+1/q=1}, et tout {\displaystyle \varepsilon >0}
{\displaystyle ab\leqslant {\frac {1}{(q\varepsilon )^{p/q}}}{\frac {a^{p}}{p}}+\varepsilon b^{q},}
autrement dit, dans l'inégalité de Young, il est possible de fixer la valeur souhaitée devant le terme {\displaystyle b^{q}}, quitte à modifier en conséquence celui devant {\displaystyle a^{p}}.

## Utilisation
L'inégalité de Young peut être utilisée dans la preuve de l'inégalité de Hölder. Elle est également largement utilisée pour estimer la norme de termes non linéaires en théorie des équations aux dérivées partielles, puisqu'elle permet d'estimer un produit de deux termes par une somme des deux mêmes termes à une puissance quelconque et divisé par un nombre.

## Démonstrations

### Cas élémentairep=q= 2

#### Preuve algébrique
L'inégalité de Young avec des exposants 2 est le cas particulier {\displaystyle p=q=2}. Mais elle a une preuve plus élémentaire : on observe seulement que
{\displaystyle 0\leqslant (a-b)^{2}=a^{2}+b^{2}-2ab,}
on ajoute {\displaystyle 2ab} de chaque côté et on divise par 2.
L'inégalité de Young avec {\displaystyle \varepsilon } suit, en appliquant l'inégalité de Young avec exposants 2 à 

Preuve géométrique de l’inégalité de Young pour p=2.

{\displaystyle a'=a/{\sqrt {\varepsilon }},\quad b'={\sqrt {\varepsilon }}b.}

#### Preuve géométrique
À partir de {\displaystyle a} et {\displaystyle b}, on observe que le rectangle de longueur {\displaystyle a} et de largeur {\displaystyle b} a une aire {\displaystyle ab}. Une bissectrice en un sommet le découpe en deux régions d’aire {\displaystyle A} et {\displaystyle B}. Si {\displaystyle a=b}, le rectangle est un carré et les deux régions sont des triangles rectangles de base et hauteur {\displaystyle a=b} et on a 
{\displaystyle ab=A+B={\frac {a^{2}}{2}}+{\frac {b^{2}}{2}}.}
Si {\displaystyle a<b}, la région d’aire {\displaystyle A} est un triangle rectangle de base et hauteur {\displaystyle a}, et donc d’aire {\displaystyle a^{2}/2} tandis que la deuxième, d’aire {\displaystyle B} est un trapèze rectangle contenu dans un triangle rectangle de base et hauteur {\displaystyle b}, qui a une aire de {\displaystyle b^{2}/2}. On a donc
{\displaystyle ab=A+B<{\frac {a^{2}}{2}}+{\frac {b^{2}}{2}}}.
Le cas {\displaystyle a>b} est semblable.

### Cas général1 <p< ∞

#### Preuve géométrique par calcul intégral

Preuve géométrique de l’inégalité de Young.

Étant donné {\displaystyle a}, {\displaystyle b}, on décompose le rectangle de base {\displaystyle a} et de hauteur {\displaystyle b} en deux zones : une première où {\displaystyle x^{p}>y^{q}} d’aire {\displaystyle A} et une seconde où {\displaystyle x^{p}<y^{q}} d’aire {\displaystyle B} :
{\displaystyle ab=A+B}
Puisque {\displaystyle {\tfrac {1}{p}}+{\tfrac {1}{q}}=1}, on a {\displaystyle {\tfrac {p}{q}}=p(1-{\tfrac {1}{p}})=p-1} et la condition {\displaystyle y^{q}<x^{p}} est équivalente à {\displaystyle y<x^{p-1}}. L’aire de {\displaystyle A} est majorée par une intégrale qu’on peut calculer par croissance de l'intégrale définie :
{\displaystyle A=\int _{0}^{a}\min(b,x^{p-1})\,\mathrm {d} x\leqslant \int _{0}^{a}x^{p-1}\,\mathrm {d} x={\frac {a^{p}}{p}}}.
De même, comme  {\displaystyle {\tfrac {1}{p}}+{\tfrac {1}{q}}=1}, on calcule {\displaystyle {\tfrac {q}{p}}=q(1-{\tfrac {1}{q}})=q-1} et la condition {\displaystyle x^{p}<y^{q}} est équivalente à {\displaystyle x<y^{q-1}} et donc 
{\displaystyle B=\int _{0}^{b}\min(a,y^{p-1})\,\mathrm {d} y\leqslant \int _{0}^{b}y^{p-1}\,\mathrm {d} y={\frac {b^{q}}{q}}}.
On conclut que
{\displaystyle ab\leqslant {\frac {a^{p}}{p}}+{\frac {b^{q}}{q}}}.

#### Preuve par l’inégalité des moyennes
La forme standard est l'inégalité entre moyennes pondérées arithmétique et géométrique, appliquée à {\displaystyle n=2,x_{1}=a^{p},x_{2}=b^{q},\alpha _{1}=1/p,\alpha _{2}=1/q}, mais se déduit aussi de la section suivante.

##### Preuve par convexité de l’exponentielle
On a par convexité de la fonction exponentielle  et l’inégalité de Jensen, puisque {\displaystyle {\tfrac {1}{p}}+{\tfrac {1}{q}}=1} :
{\displaystyle ab=\exp(\ln a+\ln b)=\exp({\tfrac {1}{p}}\ln(a^{p})+{\tfrac {1}{q}}\ln(b^{q}))\leqslant {\tfrac {1}{p}}\exp(\ln(a^{p}))+{\tfrac {1}{q}}\exp(\ln(b^{q}))={\frac {a^{p}}{p}}+{\frac {b^{q}}{q}}.}

##### Preuve par réduction à une variable et croissance de fonction
On définit la fonction
{\displaystyle f(x)={\frac {x^{p}}{p}}+{\frac {1}{qx^{q}}}}
Sa dérivée vaut
{\displaystyle f'(x)=x^{p-1}-{\frac {1}{x^{q+1}}}}.
Par le lien entre monotonie et signe de la dérivée, si {\displaystyle x<1}, on a alors {\displaystyle f'(x)<0} tandis que si {\displaystyle x>1} on a {\displaystyle f'(x)>0}. On a donc {\displaystyle f(x)\geq f(1)} avec égalité si et seulement si {\displaystyle x=1}, et donc 
{\displaystyle 1\leqslant {\frac {x^{p}}{p}}+{\frac {1}{qx^{q}}}}.
Étant donnés {\displaystyle a,b}, on prend {\displaystyle x=a^{1/q}/b^{1/p}}, 
{\displaystyle ab\leqslant ab{\Big (}{\frac {x^{p}}{p}}+{\frac {1}{qx^{q}}}{\Big )}=ab{\Big (}{\frac {a^{p/q}}{pb}}+{\frac {b^{q/p}}{qa}}{\Big )}={\frac {a^{p}}{p}}+{\frac {b^{q}}{q}}.}
En effet, l’hypothèse {\displaystyle {\tfrac {1}{p}}+{\tfrac {1}{q}}=1} implique que {\displaystyle {\tfrac {p}{q}}=p(1-{\tfrac {1}{p}})=p-1} et {\displaystyle {\tfrac {q}{p}}=q(1-{\tfrac {1}{q}})=q-1}.

## Généralisation  utilisant des intégrales

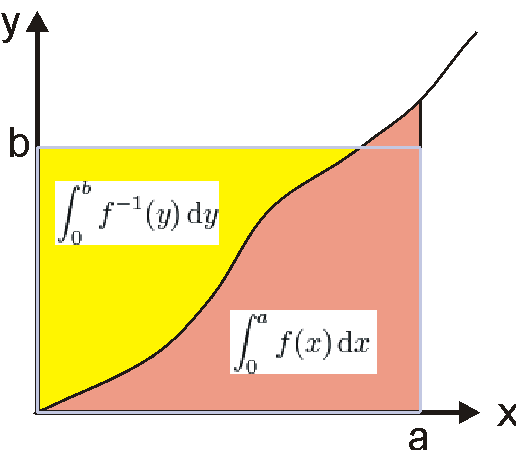
L'aire du rectangle (ab) ne peut dépasser la somme des aires correspondant à l'intégrale de la fonction (en rouge) et de la fonction (en jaune).

L'inégalité ci-dessus est un cas particulier de la suivante, démontrée par Young :

Soit {\displaystyle f} une fonction continue strictement croissante sur {\displaystyle [0,c]} (avec {\displaystyle c>0}) et {\displaystyle f^{-1}} sa bijection réciproque. Si {\displaystyle f(0)=0}, {\displaystyle a\in [0,c]} et {\displaystyle b\in [0,f(c)]} alors
{\displaystyle ab\leqslant \int _{0}^{a}f(x)\,\mathrm {d} x+\int _{0}^{b}f^{-1}(y)\,\mathrm {d} y},
avec égalité si et seulement si {\displaystyle b=f(a)}.

Le diagramme ci-contre donne une preuve graphique très simple de ce résultat, en interprétant les deux intégrales comme deux aires bordées par le graphe de {\displaystyle f}.
Le calcul précédent revient à dire que si F est une fonction strictement convexe de classe C1 alors, en notant G sa transformée de Legendre (ou fonction conjuguée),
{\displaystyle ab\leqslant F(a)+G(b)}.
Sous cette forme, cette inégalité est encore valide  si F est une fonction convexe à argument vectoriel.
Exemples d'applications
- La transformée de Legendre de {\displaystyle F(a)=a^{p}/p} est {\displaystyle G(b)=b^{q}/q} avec {\displaystyle q} tel que 1/p + 1/q = 1, et ainsi l'inégalité de Young standard est un cas particulier de l'inégalité ci-dessus ; cette démonstration est alors équivalente à celle du paragraphe "preuve intégrale" ci-dessus.
- La transformée de Legendre de {\displaystyle F(a)={\text{e}}^{a}} est {\displaystyle G(b)=b\ln b-b}, et alors {\displaystyle ab\leqslant e^{a}+b\ln b-b} pour tous {\displaystyle a} et {\displaystyle b} strictement positifs.

## Généralisation à plusieurs variables
Pour {\displaystyle n\in \mathbb {N} }, si {\displaystyle a_{1},\dotsc ,a_{n}\geq 0} et si {\displaystyle 1<p_{1},\dotsc ,p_{n}<\infty } satisfont
{\displaystyle {\frac {1}{p_{1}}}+\dotsb +{\frac {1}{p_{n}}}=1}
on a alors
{\displaystyle a_{1}\dotsb a_{n}\leq {\frac {a_{1}^{p_{1}}}{p_{1}}}+\dotsb +{\frac {a_{n}^{p_{n}}}{p_{n}}}},
avec égalité si et seulement si {\displaystyle a_{1}^{p_{1}}=\dotsb =a_{n}^{p_{n}}}.
Avec les notations de somme et de produit, on peut reformuler cela sous la forme suivante: si 
{\displaystyle \sum _{i=1}^{n}{\frac {1}{p_{i}}}=1},
alors 
{\displaystyle \prod _{i=1}^{n}a_{i}\leq \sum _{i=1}^{n}{\frac {a_{i}^{p_{i}}}{p_{i}}}}
La formule se démontre par récurrence en utilisant le cas {\displaystyle n=2}. En effet, en posant
{\displaystyle q={\frac {p_{n-1}p_{n}}{p_{n-1}+p_{n}}}}, 
on a 
{\displaystyle {\frac {1}{q}}={\frac {p_{n-1}+p_{n}}{p_{n-1}p_{n}}}={\frac {1}{p_{n-1}}}+{\frac {1}{p_{n}}}}
et donc 
{\displaystyle {\frac {1}{p_{1}}}+\dotsb +{\frac {1}{p_{n-2}}}+{\frac {1}{q}}=1}.
Par le cas {\displaystyle n-1}, on a
{\displaystyle a_{1}\dotsm a_{n-2}(a_{n-1}a_{n})\leq {\frac {a_{1}^{p_{1}}}{p_{1}}}+\dotsb +{\frac {a_{n-2}^{p_{n-2}}}{p_{n-2}}}+{\frac {a_{n-1}^{q}a_{n}^{q}}{q}}}.
Puisque
{\displaystyle {\frac {p_{n-1}}{q}}+{\frac {p_{n}}{q}}=1}
partir du cas {\displaystyle n=2}, on a 
{\displaystyle {\frac {a_{n-1}^{q}a_{n}^{q}}{q}}\leq {\frac {1}{q}}{\bigg (}{\frac {(a_{n-1}^{q})^{p_{n-1}/q}}{p_{n-1}/q}}+{\frac {(a_{n}^{q})^{p_{n}/q}}{p_{n}/q}}{\bigg )}\leq {\frac {a_{n-1}^{p_{n-1}}}{p_{n-1}}}+{\frac {a_{n}^{p_{n}}}{p_{n}}}}.